# المجدرة (فرع العدين)

تعديل مصدري - تعديل

المجدرة محلة تابعة لقرية المنبر، التابعة لعزلة بني احمد والثلث بمديرية فرع العدين إحدى مديريات محافظة إب في الجمهورية اليمنية، بلغ تعداد سكانها 40 حسب تعداد اليمن لعام 2004.